# Kyle Knoyle
Kyle Knoyle (* 24. September 1996) ist ein englischer Fußballspieler.

## Karriere
Knoyle wurde erstmals von West Ham United in der Qualifikationsphase der UEFA Europa League 2015/16 aufgestellt. Im Spiel gegen den andorranischen Verein FC Lusitanos am 9. Juli 2015 wurde  er allerdings nicht eingesetzt. Seinen bisher einzigen Auftritt im Trikot West Hams hatte Knoyle am 6. August, wo er im Spiel gegen Astra Giurgiu in der Startaufstellung war.
Ab 22. Januar 2016 wurde Knoyle bis zum Saisonende an Dundee United ausgeliehen. Im Spiel gegen Ross County wurde er in der Schlussphase für Blair Spittal eingewechselt und spielte somit erstmals in der Scottish Premiership.

## Belege
1. ↑   Lusitanos 0-1 West Ham, BBC Sport, 9. Juli 2015. Abgerufen am 3. April 2016 (englisch).
2. ↑   Astra Giurgiu 2-1 West Ham, BBC Sport, 6. August 2015. Abgerufen am 3. April 2016 (englisch).
3. ↑  Dundee United loan defender Kyle Knoyle from West Ham. BBC Sport, 22. Januar 2016, abgerufen am 3. April 2016 (englisch).
4. ↑  Ross County 0-3 Dundee United. BBC Sport, 27. Februar 2016, abgerufen am 3. April 2016 (englisch).

| Personendaten    | Personendaten             |
| ---------------- | ------------------------- |
| NAME             | Knoyle, Kyle              |
| KURZBESCHREIBUNG | englischer Fußballspieler |
| GEBURTSDATUM     | 24. September 1996        |
| GEBURTSORT       | London Borough of Newham  |